# ميشيل ماريان
ميشيل ماريان (بالألمانية: Michèle Marian)‏ هي ممثلة ألمانية، ولدت في 7 أبريل 1963 ببرلين في ألمانيا.

## وصلات خارجية
- ميشيل ماريان على موقع IMDb (الإنجليزية)
- ميشيل ماريان على موقع ألو سيني (الفرنسية)
- ميشيل ماريان على موقع قاعدة بيانات الفيلم (الإنجليزية)
- ميشيل ماريان على موقع كينوبويسك (الروسية)